# Lista miast w województwie lubuskim
W województwie lubuskim znajdują się 43 miasta o łącznej populacji 627 120 osób, co stanowi ok. 64% całej ludności województwa (30 czerwca 2023).
Największym miastem w województwie jest Zielona Góra zamieszkiwana przez 139 132 osoby. Populacja Zielonej Góry stanowi ok. 22% ludności miejskiej województwa. Ponadto w województwie znajduje się jeszcze jedno miasto, którego populacja przekracza 100 tys. mieszkańców: Gorzów Wielkopolski. W województwie znajduje się dwanaście miast powiatowych, w tym dwa miasta na prawach powiatu: Gorzów Wielkopolski i Zielona Góra. W tych dwóch miastach zamieszkuje łącznie ok. 26% populacji lubuskiego. Najmniejszym miastem powiatowym są Strzelce Krajeńskie z populacją 9724 mieszkańców, a największym miastem niebędącym siedzibą powiatu jest Kostrzyn nad Odrą zamieszkiwany przez 17 626 osoby. Najmniejszą liczbę ludności mają Brody – 892 mieszkańców.
Największą powierzchnię zajmuje Zielona Góra – 278,27 km², zaś najmniejszą Szlichtyngowa – 1,55 km². Łącznie powierzchnia obszarów miejskich w województwie wynosi 879,75 km², czyli ok. 6,29% jego powierzchni. Jednocześnie największą gęstością zaludnienia w województwie na poziomie ok. 2295,17 os./km² ma Sulechów, zaś najmniejszą gęstością cechuje się Gozdnica – 116,13 os./km².
Najwięcej – po pięć miast, znajduje się w powiatach nowosolskim, zielonogórskim, żagańskim i żarskim, z kolei tylko po dwa miasta znajdują się w powiatach gorzowskim, krośnieńskim i świebodzińskim.
| Rozmieszczenie miast na mapie województwa lubuskiego |
| --- |
| Zielona GóraGorzów WielkopolskiNowa SólŻaryŻagańŚwiebodzinKostrzyn nad OdrąMiędzyrzeczSłubiceGubinSulechówWschowaLubskoSzprotawaKrosno OdrzańskieSulęcinStrzelce KrajeńskieDrezdenkoSkwierzynaKożuchówWitnicaRzepinZbąszynekNowogród BobrzańskiSławaJasieńBytom OdrzańskiOśno LubuskieBabimostCzerwieńskKargowaIłowaMałomiceDobiegniewGozdnicaCybinkaNowe MiasteczkoTorzymŁęknicaLubniewiceTrzcielOtyńSzlichtyngowaBrodySłońskŁagówGórzycaBledzewPszczewBrójceLubrzaBobrowiceZasiekiTrzebielPrzewóz Miasta według populacji: · – powyżej 100 tys.; – od 50 do 100 tys.; – od 20 do 50 tys.; – od 10 do 20 tys.; – od 5 do 10 tys.; – poniżej 5 tys.; – miasta zdegradowane po 1945 roku; |

W tabeli przedstawiono wszystkie miasta województwa lubuskiego uszeregowane według liczby ludności. Informacje dotyczące liczby ludności podano na podstawie danych Głównego Urzędu Statystycznego według stanu na dzień 30 czerwca 2023. Nazwy miast powiatowych pogrubiono, a nazwy miast na prawach powiatu dodatkowo zapisano kursywą. Nazwiska włodarzy miast, posługujących się tytułem prezydenta miasta zapisano kursywą.
| #   | Herb | Nazwa               | Powiat                 | Liczba ludności (31 grudnia 2022) | Powierzchnia [km²] | Gęstość zaludnienia [os./km²] | Prezydent/Burmistrz | Współrzędne                               |
| --- | ---- | ------------------- | ---------------------- | --------------------------------- | ------------------ | ----------------------------- | ------------------- | ----------------------------------------- |
| 1.  |      | Zielona Góra        | Zielona Góra           | 139,132                           | 278,27             | 500                           | Marcin Pabierowski  | 51°56′23″N 15°30′18″E/51,939722 15,505000 |
| 2.  |      | Gorzów Wielkopolski | Gorzów Wielkopolski    | 115,847                           | 85,73              | 1351                          | Jacek Wójcicki      | 52°43′51″N 15°14′18″E/52,730833 15,238333 |
| 3.  |      | Nowa Sól            | nowosolski             | 36,183                            | 21,80              | 1660                          | Beata Kulczycka     | 51°48′21″N 15°42′58″E/51,805833 15,716111 |
| 4.  |      | Żary                | żarski                 | 35,033                            | 33,24              | 1054                          | Edyta Gajda         | 51°38′12″N 15°08′12″E/51,636667 15,136667 |
| 5.  |      | Żagań               | żagański               | 23,596                            | 40,38              | 584                           | Sławomir Kowal      | 51°37′02″N 15°18′53″E/51,617222 15,314722 |
| 6.  |      | Świebodzin          | świebodziński          | 20,921                            | 16,93              | 1236                          | Tomasz Sielicki     | 52°14′49″N 15°32′01″E/52,246944 15,533611 |
| 7.  |      | Kostrzyn nad Odrą   | gorzowski              | 17,626                            | 46,15              | 382                           | Andrzej Kunt        | 52°35′18″N 14°40′00″E/52,588333 14,666667 |
| 8.  |      | Międzyrzecz         | międzyrzecki           | 16,924                            | 10,26              | 1650                          | Remigiusz Lorenz    | 52°26′54″N 15°35′18″E/52,448333 15,588333 |
| 9.  |      | Słubice             | słubicki               | 16,236                            | 19,21              | 845                           | Mariusz Olejniczak  | 52°21′15″N 14°34′08″E/52,354167 14,568889 |
| 10. |      | Gubin               | krośnieński            | 15,684                            | 20,68              | 758                           | Bartłomiej Bartczak | 51°56′48″N 14°43′40″E/51,946667 14,727778 |
| 11. |      | Sulechów            | zielonogórski          | 15,602                            | 6,83               | 2284                          | Wojciech Sołtys     | 52°04′42″N 15°37′13″E/52,078333 15,620278 |
| 12. |      | Wschowa             | wschowski              | 13,068                            | 9,26               | 1411                          | Konrad Antkowiak    | 51°48′05″N 16°18′56″E/51,801389 16,315556 |
| 13. |      | Lubsko              | żarski                 | 12,909                            | 12,58              | 1026                          | Janusz Dudojć       | 51°47′08″N 14°58′03″E/51,785556 14,967500 |
| 14. |      | Szprotawa           | żagański               | 10,652                            | 10,95              | 973                           | Mirosław Gąsik      | 51°34′00″N 15°32′12″E/51,566667 15,536667 |
| 15. |      | Krosno Odrzańskie   | krośnieński            | 10,601                            | 8,15               | 1301                          | Grzegorz Garczyński | 52°03′10″N 15°06′47″E/52,052778 15,113056 |
| 16. |      | Sulęcin             | sulęciński             | 9779                              | 8,56               | 1142                          | Dariusz Ejchart     | 52°26′38″N 15°06′58″E/52,443889 15,116111 |
| 17. |      | Strzelce Krajeńskie | strzelecko-drezdenecki | 9724                              | 5,54               | 1755                          | Mateusz Feder       | 52°52′32″N 15°31′55″E/52,875556 15,531944 |
| 18. |      | Drezdenko           | strzelecko-drezdenecki | 9491                              | 10,72              | 885                           | Karolina Piotrowska | 52°50′09″N 15°49′52″E/52,835833 15,831111 |
| 19. |      | Skwierzyna          | międzyrzecki           | 9148                              | 35,89              | 255                           | Lesław Hołownia     | 52°35′56″N 15°30′22″E/52,598889 15,506111 |
| 20. |      | Kożuchów            | nowosolski             | 8929                              | 5,94               | 1503                          | Alina Śmigiel       | 51°44′43″N 15°35′40″E/51,745278 15,594444 |
| 21. |      | Witnica             | gorzowski              | 6425                              | 8,24               | 780                           | Dariusz Jaworski    | 52°40′40″N 14°53′29″E/52,677778 14,891389 |
| 22. |      | Rzepin              | słubicki               | 6411                              | 11,42              | 561                           | Sławomir Dudzis     | 52°20′47″N 14°49′56″E/52,346389 14,832222 |
| 23. |      | Zbąszynek           | świebodziński          | 4914                              | 3,57               | 1376                          | Wiesław Czyczerski  | 52°14′32″N 15°48′59″E/52,242222 15,816389 |
| 24. |      | Nowogród Bobrzański | zielonogórski          | 4781                              | 14,64              | 327                           | Paweł Mierzwiak     | 51°47′54″N 15°15′14″E/51,798333 15,253889 |
| 25. |      | Sława               | wschowski              | 4119                              | 14,89              | 277                           | Cezary Sadakuła     | 51°52′33″N 16°04′18″E/51,875833 16,071667 |
| 26. |      | Jasień              | żarski                 | 4044                              | 4,77               | 848                           | Andrzej Kamyszek    | 51°45′05″N 15°01′03″E/51,751389 15,017500 |
| 27. |      | Bytom Odrzański     | nowosolski             | 3970                              | 2,30               | 1726                          | Jacek Sauter        | 51°43′52″N 15°49′19″E/51,731111 15,821944 |
| 28. |      | Ośno Lubuskie       | słubicki               | 3899                              | 8,01               | 487                           | Stanisław Kozłowski | 52°27′08″N 14°52′39″E/52,452222 14,877500 |
| 29. |      | Babimost            | zielonogórski          | 3824                              | 3,65               | 1048                          | Bernard Radny       | 52°09′54″N 15°49′45″E/52,165000 15,829167 |
| 30. |      | Kargowa             | zielonogórski          | 3823                              | 4,55               | 840                           | Jerzy Fabiś         | 52°04′19″N 15°51′55″E/52,071944 15,865278 |
| 31. |      | Czerwieńsk          | zielonogórski          | 3804                              | 9,36               | 406                           | Piotr Iwanus        | 52°00′56″N 15°24′18″E/52,015556 15,405000 |
| 32. |      | Iłowa               | żagański               | 3633                              | 9,18               | 396                           | Paweł Lichtański    | 51°30′07″N 15°12′21″E/51,501944 15,205833 |
| 33. |      | Małomice            | żagański               | 3431                              | 6,73               | 510                           | Małgorzata Sendecka | 51°33′26″N 15°26′58″E/51,557222 15,449444 |
| 34. |      | Dobiegniew          | strzelecko-drezdenecki | 2987                              | 5,69               | 525                           | Sylwia Łaźniewska   | 52°58′12″N 15°45′11″E/52,970000 15,753056 |
| 35. |      | Gozdnica            | żagański               | 2754                              | 23,93              | 115                           | Krzysztof Jarosz    | 51°26′20″N 15°05′44″E/51,438889 15,095556 |
| 36. |      | Cybinka             | słubicki               | 2667                              | 5,29               | 504                           | Marek Kołodziejczyk | 52°11′40″N 14°47′45″E/52,194444 14,795833 |
| 37. |      | Nowe Miasteczko     | nowosolski             | 2643                              | 3,29               | 803                           | Danuta Wojtasik     | 51°41′27″N 15°44′05″E/51,690833 15,734722 |
| 38. |      | Torzym              | sulęciński             | 2414                              | 9,11               | 265                           | Ryszard Stanulewicz | 52°18′46″N 15°04′40″E/52,312778 15,077778 |
| 39. |      | Łęknica             | żarski                 | 2262                              | 16,43              | 138                           | Piotr Kuliniak      | 51°32′18″N 14°44′21″E/51,538333 14,739167 |
| 40. |      | Trzciel             | międzyrzecki           | 2233                              | 3,04               | 735                           | Jarosław Kaczmarek  | 52°21′53″N 15°52′22″E/52,364722 15,872778 |
| 41. |      | Lubniewice          | sulęciński             | 1989                              | 12,11              | 164                           | Radosław Sosnowski  | 52°30′59″N 15°14′59″E/52,516389 15,249722 |
| 42. |      | Otyń                | nowosolski             | 1754                              | 7,87               | 223                           | Barbara Wróblewska  | 51°50′50″N 15°42′35″E/51,847222 15,709722 |
| 43. |      | Szlichtyngowa       | wschowski              | 1254                              | 1,55               | 809                           | Jolanta Wielgus     | 51°42′43″N 16°14′32″E/51,711944 16,242222 |
| 44. |      | Brody               | żarski                 | 892                               | 3,06               | 291                           | Juliusz Dudziak     | 51°47′25″N 14°46′26″E/51,790278 14,773889 |